# Cierachouka
Cierachouka (błr. Церахоўка; ros. Тереховка, Tieriechowka; pol. hist. Terechówka) – osiedle typu miejskiego na Białorusi w obwodzie homelskim w rejonie dobruskim, 1,8 tys. mieszkańców (2010), położone 36 km od Homla.
Znajduje się tu stacja kolejowa Cierachouka, położona na linii Bachmacz - Homel.

## Historia
Wieś królewska położona była w końcu XVIII wieku w starostwie niegrodowym homelskim w powiecie rzeczyckim województwa mińskiego.